# Papaver hybridum
Papaver hybridum és una fanerògama boreal pertanyent a la família de les papaveràcies nativa a Europa i repartida arreu del continent, fins a Noruega al nord. És freqüent a la península Ibèrica i també és present a l'Àfrica del Nord i Àsia fins al Pakistan, ha estat naturalitzada a Austràlia, Nova Zelanda i Amèrica del Sud (Argentina, Xile) i introduïda també a l'est (Pennsilvània i Carolina) i oest (Califòrnia) dels Estats Units. El seu nom binomial prové del llatí «papaver» păpāvĕr, vĕris, nom per a referir-se a la rosella i «hybridum» que significa "híbrid"
És una planta anual, ruderal, similar a la rosella, però amb pètals més petits, de color vermellós / carmesí més pàl·lid i fruits (càpsules) que són subglobulars i hirsuts (gairebé espinosos). El disc de la càpsula amb 6-9 (12) radis, convex i amb vores crenulats.Com totes les papaveràcies, la planta, en particular el fruit, conté alcaloides tòxics potencialment perillosos. El seu nombre cromosòmic és 2n=14

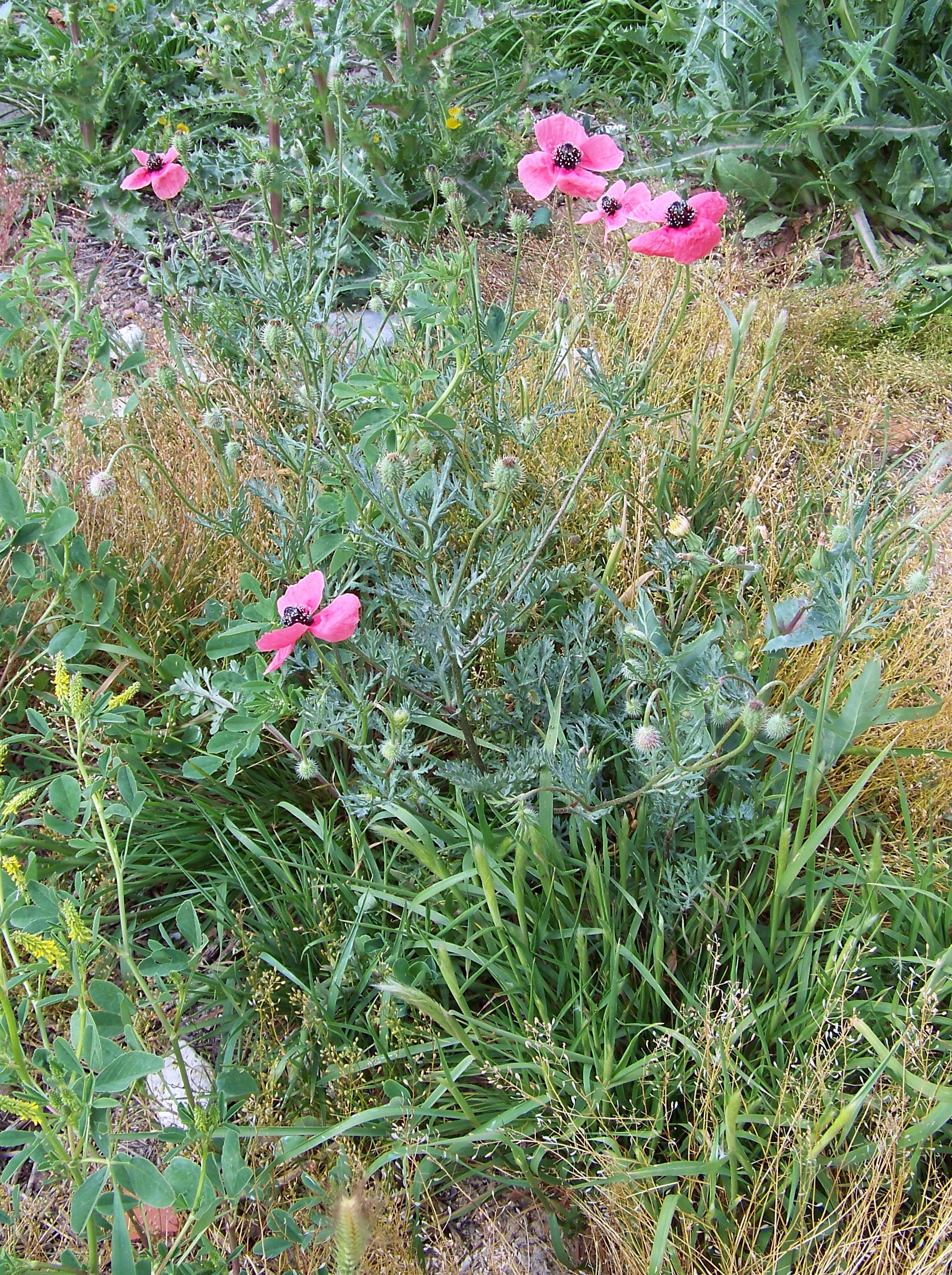
Port de la planta
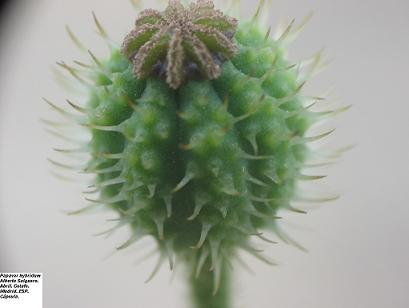
Detall del fruit